# Notre-Dame-du-Mont-Carmel
Notre-Dame-du-Mont-Carmel är en socken (municipalité de paroisse) och tätort (centre de population) i provinsen Québec i Kanada. Den ligger i regionen Mauricie, i den sydöstra delen av landet, 260 km nordost om huvudstaden Ottawa. Antalet invånare vid folkräkningen 2021 var 6 121 i kommunen och 1 126 i tätorten. Landarean är 129 kvadratkilometer.